# Басс-Рок
Басс-Рок (англ. Bass Rock) — невеликий острів вулканічного походження в Шотландії. Лежить у затоці Ферт-оф-Форт за півтора кілометри на північ від гавані міста Норт-Бервік. Входить до складу округу Східний Лотіан.
| Острів | Це незавершена стаття про острів, чи острови. Ви можете допомогти проєкту, виправивши або дописавши її. |